# Paris (album Paris Hilton)
Paris – debiutancki album studyjny Paris Hilton, wydany 22 sierpnia 2006 roku.

## Lista utworów
1. „Turn It Up” – 3:12
2. „Fightin’ Over me feat. Fat Joe & Jadakiss” – 4:01
3. „Stars Are Blind” – 3:56
4. „I Want You” – 3:12
5. „Jealousy” – 3:40
6. „Heartbeat” – 3:43
7. „Nothing in This World” – 3:10
8. „Screwed” – 3:41
9. „Not Leaving Without You” – 3:35
10. „Turn You On” – 3:06
11. „Do Ya Think I'm Sexy?” – 4:34